# Bataille de Coron (16 mars 1793)
Pour les articles homonymes, voir Bataille de Coron.
Guerre de Vendée
Batailles
La première bataille de Coron se déroule le 16 mars 1793, pendant la guerre de Vendée.

## Prélude
Après la prise de Cholet le 14 mars par les insurgés, Saumur et le district de Vihiers rassemblent des troupes pour reprendre la ville,. Les républicains réunissent péniblement 2 000 gardes nationaux mal armés, 15 cavaliers et une escouade de dragons qui sont placés sous les ordres du citoyen Avril, secondé par Grignon, le chef de la brigade du Midi.
Les Vendéens laissent quant à eux une partie de leurs forces à Cholet et font mouvement sur Vihiers. Ils couchent à Vezins le soir du 15 mars. Forts de 7 000 à 8 000 hommes, ils sont menés par Jean-Nicolas Stofflet et peut-être aussi par Jacques Cathelineau et Jean Perdriau,.

## Déroulement
La rencontre entre les patriotes et les insurgés se produit le 16 mars aux abords de Coron,. Maîtres du bourg, les Vendéens placent devant eux les prisonniers républicains faits lors des précédentes batailles afin de servir de boucliers humains. L'artillerie républicaine ouvre le feu, auquel répondent les canons des insurgés. Les paysans se dissimulent derrière les haies et les fourrés d'où ils font pleuvoir des balles sur les patriotes, surpris. L'affrontement est bref : rapidement les gardes nationaux cèdent à la panique et s'enfuient jusqu'à Saumur,. Les Vendéens capturent un canon de 12 livres venu de Richelieu qu'ils baptisent la Marie-Jeanne,,. Victorieux, ils entrent le même jour dans Vihiers, abandonnée par les administrateurs patriotes réfugiés à Saumur. Les insurgés incendient les archives et les meubles du district, mais ils ne commettent pas de violences contre les habitants. 